# マルティノフの宝物

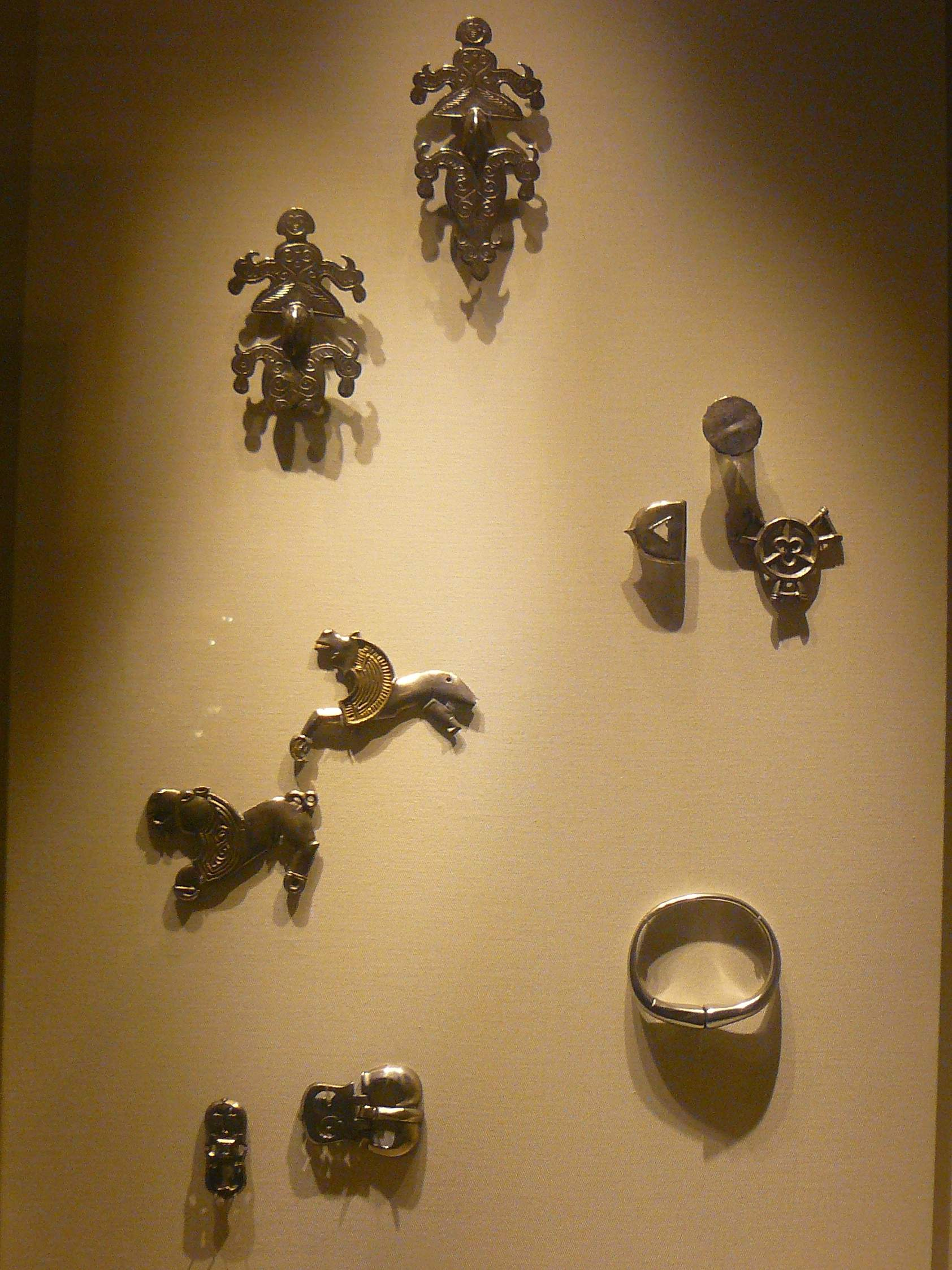
大英博物館での展示

マルティノフの宝物（宇: Мартинівський скарб）は、1909年にウクライナ、チェルカースィ州のマルティニウカ村で発見された116個の銀製品（総重量約3.3kg）からなる遺物である。この遺物は現在、キーウのウクライナ国立歴史博物館とロンドンの大英博物館に保存されている。その起源はおよそ西暦6〜7世紀に遡ることができる。

## 起源
研究者は、この遺物が属する文化についてさまざまな仮説を示してきた。最も有力な説は、この遺物をアンテスのペンコヴォ文化と結び付けるものである。

## 概説
宝物には、「踊る男」と呼ばれる擬人化された銀の人形が4体含まれている。さらに、動物の人形が5体、腓骨が3体、放射頭のブローチ、6つの腕輪、ティアラ、イヤリング、ネックリング、バックル、ベルトの金具、馬具などが含まれています。これらの意匠は、フン族、ブルガール人、またはアヴァール人の影響を受けたものと見なされることがある。

## 脚註